# Správní obvod obce s rozšířenou působností Pacov
Správní obvod obce s rozšířenou působností Pacov je od 1. ledna 2003 jedním ze tří správních obvodů rozšířené působnosti obcí v okrese Pelhřimov v Kraji Vysočina. Čítá 24 obcí.
Město Pacov je zároveň obcí s pověřeným obecním úřadem, přičemž oba správní obvody jsou územně totožné.

## Seznam obcí
Poznámka: Města jsou vyznačena tučně, městyse kurzívou.
- Bratřice
- Buřenice
- Cetoraz
- Čáslavsko
- Dobrá Voda u Pacova
- Důl
- Eš
- Kámen
- Lesná
- Lukavec
- Mezilesí
- Obrataň
- Pacov
- Pošná
- Salačova Lhota
- Samšín
- Těchobuz
- Útěchovice pod Stražištěm
- Velká Chyška
- Věžná
- Vyklantice
- Vysoká Lhota
- Zhořec
- Zlátenka

## Obyvatelstvo
| Rok  | Obyv.  | ± %    |
| ---- | ------ | ------ |
| 1869 | 17 603 | —      |
| 1880 | 17 346 | −1,5 % |
| 1890 | 16 827 | −3 %   |
| 1900 | 16 464 | −2,2 % |
| 1910 | 16 568 | +0,6 % |

| Rok  | Obyv.  | ± %     |
| ---- | ------ | ------- |
| 1921 | 16 077 | −3 %    |
| 1930 | 14 624 | −9 %    |
| 1950 | 11 623 | −20,5 % |
| 1961 | 11 826 | +1,7 %  |
| 1970 | 11 617 | −1,8 %  |

| Rok  | Obyv.  | ± %    |
| ---- | ------ | ------ |
| 1980 | 11 553 | −0,6 % |
| 1991 | 10 755 | −6,9 % |
| 2001 | 10 289 | −4,3 % |
| 2011 | 9 756  | −5,2 % |
| 2021 | 9 083  | −6,9 % |